# Prom Night (film din 1980)
Prom Night este un film americano-canadian slasher din 1980 regizat de Paul Lynch și scris de William Gray după o povestire de Robert Guza Jr. Rolurile principale au fost interpretate de actorii Jamie Lee Curtis și Leslie Nielsen.
Filmul a avut trei continuări: Hello Mary Lou: Prom Night II  (1987), Prom Night III: The Last Kiss (Ultimul sărut, 1990) și Prom Night IV: Deliver Us from Evil (Eliberarea din Iad, 1992). A fost refăcut în 2008.

## Distribuție
- Leslie Nielsen - Mr. Hammond
- Jamie Lee Curtis - Kimberly "Kim" Hammond
- Casey Stevens - Nick McBride
- Eddie Benton - Wendy Richards
- Michael Tough - Alex Hammond
- Antoinette Bower - Mrs. Hammond
- Robert A. Silverman - Mr. Sykes
- Mary Beth Rubens - Kelly Lynch
- Pita Oliver - Vicki
- David Mucci - Lou Farmer
- Joy Thompson - Jude Cunningham
- George Touliatos - Lt. McBride
- Melanie Morse - Henri-Anne
- David Bolt - Weller
- Jeff Wincott - Drew Shinnick
- David Gardner - Dr. Fairchild
- Sheldon Rybowski - Seymour "Slick" Crane